# John Edward Morris
John Edward Morris MM (ur. 1 stycznia 1889 w Fall River, zm. 10 lipca 1987 w Maryknoll) – amerykański duchowny rzymskokatolicki, misjonarz, prefekt apostolski Pjongjangu.

## Życiorys
John Edward Morris urodził się 1 stycznia 1889 w Fall River w Stanach Zjednoczonych. 13 czerwca 1914 otrzymał święcenia prezbiteriatu i został kapłanem diecezji Fall River. Po święceniach przez 7 lat pracował jako wikariusz w parafii św. Józefa w Fall River. 31 stycznia 1921, za zgodą swojego biskupa Daniela Francisa Feehana, wstąpił do Zgromadzenia Misji Zagranicznych z Maryknoll. W 1923 wyjechał do Korei.
1 kwietnia 1930 papież Pius XI mianował go prefektem apostolskim Pjongjangu.
31 lipca 1936 zmuszony do rezygnacji z prefektury z powodu kontrowersji dotyczących obrzędów religijnych. Następnie służył wśród koreańskich katolików w Kioto w Japonii. Internowany w 1941. W 1942 powrócił do Stanów Zjednoczonych. Pracował tam na różnych stanowiskach w swoim zgromadzeniu, z wyjątkiem lat 1959 – 1962, gdy przebywał ponownie w Korei.
Zmarł 10 lipca 1987 w Maryknoll.